# Jazyčije
Jazyčije (rusínsky Язычіє, Jazyčije, ukrajinsky Язичіє) byl umělý smíšený slovanský jazyk vzniklý na základě rusínštiny, církevní slovanštiny, ruštiny a pár slov také mělo prvky ze slovenštiny a polštiny. Jazyk se používal v Haliči, Podkarpatské Rusi a Bukovině v 19. a 20. století. Jazyk byl používán převážně národními buditeli a spisovateli, kteří byli rusofilové, v rusínském národním obrození se jazyk bral jako spisovný a akademický, proto ho používali výhradně kněží, např. Alexander Duchnovič, ale někdy i klasičtí spisovatelé, např. Michal Lučkaj.

## Historie
Jazyk byl vytvořen jako přechodný, mezi „nespisovnou“ rusínštinou a „spisovnou“ ruštinou, kdy se rusofilští rusínští národní buditelé domnívali, že rusíni se stanou součástí velkoruského národa a jazyk měl tedy sloužit v tzv. přechodném období, než by se začala využívat ruština. Po druhé světové válce a integraci Podkarpatské Rusi do Ukrajinské SSR, sovětská vláda považovala Jazyčije za archaický jazyk a užívání jazyka prakticky přestalo.

### Název
Název Jazyčije, pochází z hanlivého výrazu pro tento jazyk od ukrajinských nacionalistů, např. Ivan Franko, který sice svá první díla v tomto jazyku psal, ale v pozdějších letech jeho života se od jazyka distancoval, v Haliči a Podkarpatské rusi se jazyk nazýval jako Russký, nebo Haličsko-Russký.

## Slovní zásoba
Základní slova jazyka pocházela z rusínštiny, ale nová slova byla přejata či vymyšlena ve stylu církevní slovanštiny. Pravopis byl převzat z návrhu pravopisu ukrajinštiny od Maksymoviča, tedy byla velmi podobná církevní slovanštině a staroslověnštině, hlavním rozdílem mezi ostatními slovanskými jazyky bylo zachování jatě (Ѣ).

## Ukázka textu
| jazyčije             | Що єсть тепло и свѣтло — того дово̂дно оучени̂ єще не знаютъ. Но безъ свѣтла и тепла нїяка изъ нашихъ пашниць не може оудатися. — Свѣтло, здаеся, возбуджае въ рослинахъ силу, которою они оуглянный квасъ, амонїякъ, воду, и другое поживлѣнье розкладаютъ на части, зъ ıакихъ тїи рѣчи повстаютъ, — и — потребное въ себе вживаютъ, остальное же назадъ воздухови о̂тдаютъ. На пр. оугляный квасъ розкладаютъ они на єго части, на квасородъ и оуглеродъ, и оуглеродъ вживаютъ въ себе, квасородъ же о̂тдаютъ воздухови, и тымъ способомъ воздухъ все о̂тсвѣжуютъ. Но все то дѣеся лишь днемъ при свѣтлѣ солнечно̂мъ, ночїю же нѣ; и также днемъ при захмарено̂мъ небѣ робота тая оуже имъ складно не иде, а для тоговъ хмарнїи роки овощи николи не буваютъ смачни̂ та тревали̂. (1875) |
| transkripce jazyčije | Ščo jesť teplo y světlo, toho dovodno oučeny ješče ne znajut. No bez světla y tepla ňjaka yz našych pašyc' ne može oudatysja. Světlo, zdaesja, vozbudžae v roslynach sylu, kotoroju ony ouhljannyj kvas, amoňjak, vodu, y druhoe požyvlěňe rozkladajut na časty, z iakych ťy rěčy povstajut. Na pr. ouhlerod vozduch vse otsvěžnujut. No vse to děesja lyš' dnem pry světlě solnečnom, nočiju že ně; y takže dnem pry zachmarenom nebě robota taja ouže ym skladno ne yde, a dlja tohov chmarňy roky ovoščy nykoly ne buvajut smačny ta trevaly (1875) |